# نيرتشينسك
نيرتشينسك (بالروسية: Нерчинск) هي إحدى مدن روسيا في الكيان الفدرالي الروسي زابايكالسكي كراي.

## أعلام
- سيرجي أولدنبورغ